# Alex Kapranos
Alexander Paul Kapranos Huntley (Almondsbury, Gloucestershire, 20 de marzo de 1972) es un músico escocés, cantante, compositor principal y guitarrista de la banda de rock Franz Ferdinand desde 2001. Anteriormente, había trabajado en grupos como The Karelia o Yummy Fur, y posterior a la fundación de Franz Ferdinand hizo lo propio con proyectos como FFS y Banquet.

## Biografía

### Primeros años
Nacido en Almondsbury (Gloucestershire), es hijo de John Kapranos, griego, y de Christine Taylor, inglesa. Junto con el hijo menor, Phillip, posteriormente se trasladaron a Sunderland y cuando Kapranos tenía siete años se mudaron a Escocia, donde al tiempo sus padres engendraron a su hermana, Christine. Su infancia estuvo marcada por las estadías en El Pireo, para visitar a sus abuelos en el verano, y por su interés en la lectura, la escritura de música y el trabajo de Márkos Vamvakáris. Después de cursar la escuela primaria en Edimburgo y la secundaria en Bearsden, planeó estudiar Filosofía en Glasgow, pero cuando la opción se truncó, se decantó por especializarse en Teología en la Universidad de Aberdeen. En algún momento, se matriculó también en la Universidad de Strathclyde para cursar Literatura inglesa.
Kapranos desarrolló una crisis de identidad en virtud de su ascendencia griega, amparada en que no hablaba el idioma y en los cuestionamientos que le hacían a propósito de sus ojos azules y su cabello rubio, que heredó de su madre y que tradicionalmente está más asociado al británico que al griego. El futuro músico experimentaba algo similar cuando volvía a Inglaterra: «Como le ocurre a muchos hijos de inmigrantes, sé de dónde provengo, pero no siento que pertenezca allí. Es decir, aún tengo acento inglés, pero cuando vuelvo a Inglaterra, me sienten acento escocés. En cierto modo, creo que no pertenezco a ninguno de esos sitios y, a la vez, que pertenezco a todos». En su juventud, utilizó el apellido anglosajón «Huntley», que su padre había adoptado desde su llegada a Inglaterra.

### Carrera musical

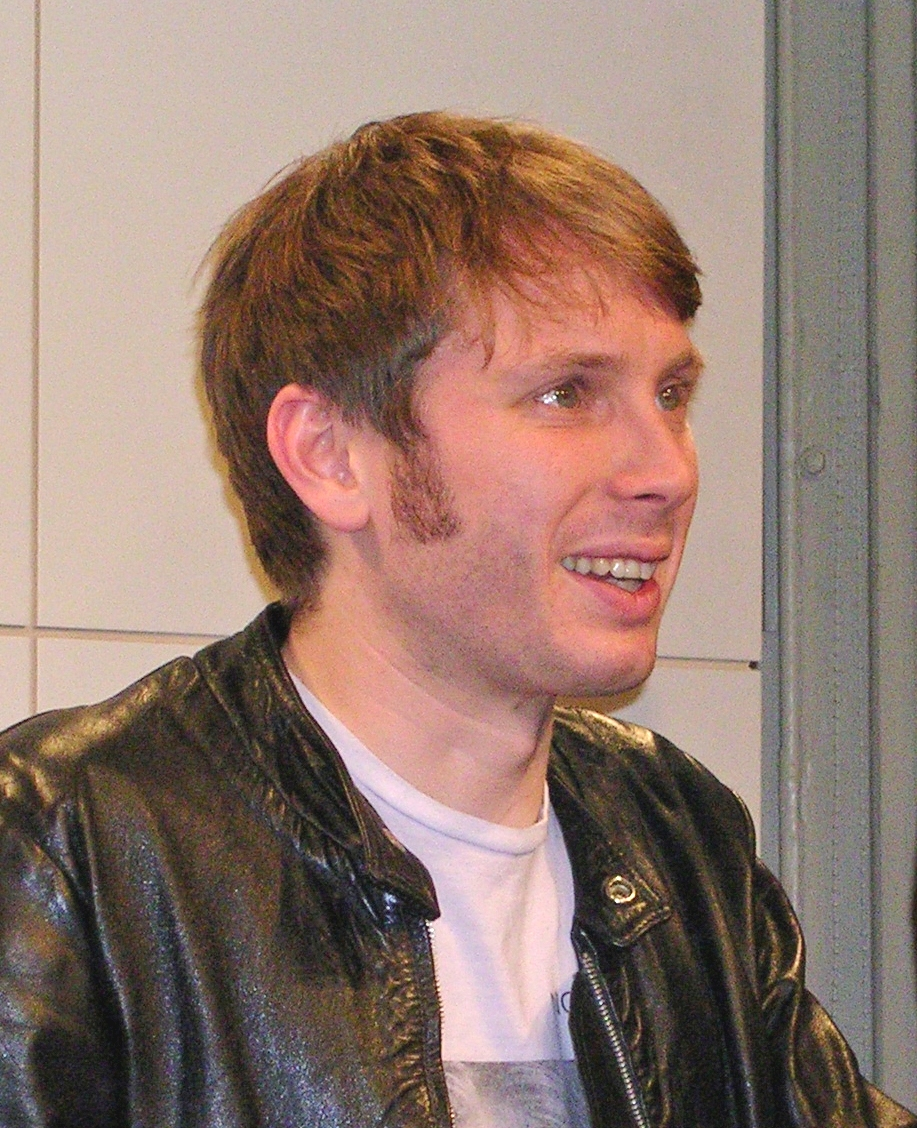
Kapranos en enero de 2007

El primer proyecto musical de Kapranos fue el grupo de post-britpop The Karelia, una tentativa de combinar la obra de Noël Coward y la de Bonzo Dog Doo-Dah Band con resultado desastroso, pues el álbum que publicaron solamente vendió veintisiete copias. Para sostenerse, desempeñó una serie de trabajos ocasionales tales como cantinero, conductor, lavaplatos, soldador, operador de una prensa neumática, promotor musical, repartidor y chef en el restaurante Saint Judes en Glasgow, donde coincidió con Bob Hardy, quien posteriormente ejercería como bajista de Franz Ferdinand. También, durante unos meses actuó como Leatherface en el tren fantasma de un parque de atracciones, un empleo que requería perseguir a los clientes y que fue el más «extraño» de su vida. Tras varias participaciones en bandas escocesas que no lograron trascender, entre ellas Yummy Fur, Kapranos comenzó a desistir de ese anhelo.
Como último intento de triunfar en la música, en 2001 fundó Franz Ferdinand, cuyo nombre es un derivado de Francisco Fernando de Austria que le parecía se oía bien; desde entonces ha sido vocalista, guitarrista y compositor principal. La alineación, completada por Hardy, Paul Thomson y Nick McCarthy, pronto lanzó sencillos exitosos como «Take Me Out» y «Do You Want To». Con el álbum debut, de título homónimo y publicado en 2004, se convirtieron en una de las bandas independientes más reconocidas del mundo, a la vez que el vocalista se ganó la consideración de icono en la escena musical. Al primer disco siguió otro igualmente de rock, You Could Have It So Much Better (2005), mientras que en producciones posteriores, como Tonight (2009), Right Thoughts, Right Words, Right Action (2013) y Always Ascending (2018), incursionaron en música electrónica. Así como, para encontrar su sonido, en conjunto tomaron elementos del brit-pop, el post-punk de la década de 1980 o el constructivismo ruso, Kapranos se influenció en sus raíces griegas, como denota el uso del buzuki en «Black Eyelashes» (The Human Fear, 2025) o la propia letra de esa canción.

### Otros proyectos
Kapranos ha llevado a cabo proyectos al margen del trabajo con su banda, como radiodifusión, producción de sonido, ebanistería y colaboraciones varias. Junto con el resto de Franz Ferdinand, integró la alineación del supergrupo FFS, con Sparks, y en solitario se unió a Banquet, con artistas de varias bandas. Por lo demás, colaboró en producciones de grupos como It's a Fine Line, The Cribs y Citizens, y narró el documental Lost in France, un relato sobre las giras de bandas escocesas en Francia. Más allá de ello, es un apasionado de la cocina y en una oportunidad escribió una columna sobre gastronomía para el periódico The Guardian. Esto lo inspiró a redactar un libro sobre el tema, Sound Bites, acerca de las comidas que ha probado en las giras por el mundo.

## Vida privada
Con respecto a asuntos privados, es ateo y ha hecho referencias a su atracción por hombres y mujeres por igual. A inicios de la década de 2000, estuvo en pareja con la cantante de The Fiery Furnaces, Eleanor Friedberger, a quien dedicó el tema «Eleanor Put Your Boots On» (en español: «Eleanor, ponte las botas»), incluido en el segundo álbum de Franz Ferdinand. Posteriormente, se casó con la cantautora francesa Clara Luciani, con quien se estableció en París. En 2023 tuvieron un hijo al que Kapranos, cauteloso ante la prensa sensacionalista, identifica públicamente por la inicial «G».
A través de su banda, ha manifestado posiciones políticas: en 2014 apoyaron la independencia escocesa y, dos años después, concibieron la canción «Demagogue» (en español: «Demagogo») como una crítica mordaz a la figura de Donald Trump. De manera semejante, en 2024 se mostró en contra de los posibles recortes al presupuesto de las artes escénicas que se estaban discutiendo en la política escocesa.